# Neslihan Demir
Pour les articles homonymes, voir Demir.
Neslihan Demir Güler est une ancienne joueuse de volley-ball turque née le 9 décembre 1983 à Eskişehir. Elle mesure 1,87 m et jouait au poste d'attaquante. Elle a totalisé 173 sélections en équipe de Turquie. Elle a mis un terme à sa carrière de volleyeuse professionnelle en mai 2018.

## Clubs
| Club                   | De        | À         |
| ---------------------- | --------- | --------- |
| Eskişehir DSİ Bentspor | 1995-1996 | 1997-1998 |
| Yeşilyurt İstanbul     | 1998-1999 | 2001-2002 |
| VB Günes Sigorta       | 2002-2003 | 2005-2006 |
| Club Voleibol Tenerife | 2006-2007 | 2007-2008 |
| VB Günes Sigorta       | 2008-2009 | 2009-2010 |
| Eczacıbaşı İstanbul    | 2010-2011 | 2016-2017 |
| Galatasaray İstanbul   | 2017-2018 | 2017-2018 |

## Palmarès

### Équipe nationale
- Championnat d'Europe
  - Finaliste : 2003.
- Ligue européenne
  - Finaliste :  2009, 2011.

### Clubs
- Championnat du monde des clubs
  - Vainqueur : 2015, 2016.
- Ligue des champions
  - Vainqueur: 2015.
- Top Teams Cup
  - Vainqueur : 2004.
- Championnat de Turquie
  - Vainqueur : 2004, 2005, 2012.
  - Finaliste : 2013.
- Coupe de Turquie
  - Vainqueur : 2011, 2012.
  - Finaliste : 2013.
- Supercoupe de Turquie
  - Vainqueur: 2011, 2012.
  - Finaliste : 2013.
- Supercoupe d'Espagne
  - Vainqueur : 2008.

### Distinctions individuelles
- Top Teams Cup féminine 2003-2004: Meilleure serveuse et MVP.
- Ligue des Champions de volley-ball féminin 2005-2006: Meilleure marqueuse.
- Championnat du monde de volley-ball féminin 2006: Meilleure marqueuse.
- Ligue européenne de volley-ball féminin 2009: Meilleure marqueuse et MVP.
- Ligue européenne de volley-ball féminin 2010: Meilleure marqueuse.
- Championnat du monde de volley-ball féminin 2010: Meilleure marqueuse[3].
- Championnat d'Europe de volley-ball féminin 2011: Meilleure marqueuse.
- Grand Prix mondial de volley-ball 2012: Meilleure serveuse.
- Ligue des champions de volley-ball féminin 2013-2014: Meilleur attaquante[4].